# Pitze
De Pitze (ook Pitzbach genoemd) is een rechterzijrivier van de Inn en stroomt door het Pitztal in Tirol. 
Het stroomgebied bedraagt ongeveer 309 km². Zijn oorsprong wordt gevormd door de Mittelbergferner, een gletsjervlakte aan de noordzijde van de hoofdketen van de Alpen, gelegen op de Wildspitze, in de buurt van het plaatsje Mittelberg. De Pitze mondt tussen Arzl en Karres op 700 m hoogte uit in de Inn.
Zesenveertig gletsjers met een totale oppervlakte van 35 km² bedekken ruim een tiende deel van het gehele stroomgebied van de rivier. Sinds 1964 wordt een deel van het water vanuit de bovenloop gewonnen en naar het stuwmeer Gepatschspeicher in het Kaunertal geleid. Daardoor gedraagt de Pitze zich alleen in het hoogstgelegen deel van het stroomgebied nog als een natuurlijke stroom met sterk wisselende waterafvoer.
In de zomermaanden verandert het smelten van de sneeuw en van het gletsjerijs de Pitze in een gletsjerrivier die met donderend geraas zijn weg zoekt naar de Inn. Ook in een neerslagarm jaar is de waterafvoer het grootst in de maanden juni, juli en augustus, waarna deze in september sterk afneemt. Oorzaken hiervoor zijn de lagere temperaturen, de kleinere hoeveelheden neerslag en het geleidelijk dalen van de sneeuwgrens. Als de temperatuur onder het vriespunt komt te liggen, wat soms reeds in november gebeurt, kan de waterloop bevriezen. Bij aanhoudende vrieskou ontstaat er grondijs, dat voor een gevaarlijke stijging van het waterpeil kan leiden. De Pitze bereikt zijn laagste waterstand in februari of maart.
Sinds de bouw van de waterwinning op een hoogte van 1800 m verdwijnt de rivier voor een deel in een in de berg uitgehouwen waterleiding. Daardoor is er rondom het pompstation nog slechts enkele dagen per jaar sprake van hoogwater. Het pompstation pompt ook water vanuit de Taschachbach, de belangrijkste zijrivier van de Pitze, richting het Kaunertal. Bij Wenns wordt voor de tweede maal water uit de Pitze weggevangen en afgevoerd naar de TIWAG-waterkrachtcentrale Imst.
De nederzettingen gelegen in het midden en aan het eind van het Pitztal zijn meerdere malen overstroomd, terwijl in de buurt van de benedenloop nauwelijks gevaar is voor overstromingen, omdat de Pitze hier door een diepe kalkgroeve stroomt en de omliggende dorpskernen zich op hogergelegen terrassen bevinden.